# King Vidor
King Wallis Vidor (Galveston, Texas, 8 de fevereiro de 1894 — Paso Robles, Califórnia, 1 de novembro de 1982) foi um cineasta norte-americano de ascendência húngara.

## Biografia
Seu pai foi um madeireiro e sócio da Miller-Vidor Lumber Company, que era dona de vários quarteirões em Galveston, além de terras, engenhos e ferrovias do leste texano. As cidades de Vidor e Milvid foram batizadas por ele.
O avô de King Vidor, Charles Vidor, era um refugiado húngaro da revolução de 1848, e chegou a Galveston no início da década de 1850.
Entre 1908 e 1909, período em que serviu na Academia Militar de Peacock, em San Antonio, conheceu Edgard Sedgwick, que seria seu parceiro em muitos filmes futuros.
A carreira cinematográfica de King começou na adolescência, como projecionista num teatro de Galveston. Fez um filme amador baseado no furacão de 1900, e em 1915 abriu em Houston sua primeira companhia, a Hotex, cujo vice-presidente seria seu pai, após a falência da madeireira.
Depois de alguns filmes amadores, aos 21 anos King mudou-se para Hollywood decidido a aprender mais sobre a arte do cinema. Em Hollywood, sua carreira foi dos primeiros filmes mudos à "idade do ouro", marcada pelas produções de David O. Selznick, com quem fez Duelo ao Sol, em 1946.
Mesmo com sua longa carreira hollywoodiana, Vidor nunca abandonaria suas raízes texanas. Ele próprio se considerava um sulista, e fez vários filmes que dignificavam os pobres e expunham o racismo e os horrores da guerra, como The Big Parade (1925), Billy the Kid (1930), Our Daily Bread (1934), The Texas Rangers (1936), Northwest Passage (1940), e The Fountainhead (1951).
Embora Vidor seja provavelmente lembrado por sua colaboração com Selznick, que resultou em alguns dos maiores filmes da história, ele fez mais filmes com a Metro-Goldwyn-Mayer, que produziu sua primeira obra consagrada — The Big Parade, em 1925, que foi exaltada pela crítica como um pungente filme antiguerra.
Our Daily Bread obteve um prêmio da Liga das Nações por sua "contribuição à humanidade".
King escreveu ainda dois livros: A Tree Is a Tree (1953) e King Vidor on Filmmaking (1972).
Nas décadas de 1920 e 1930, enquanto sua carreira decolava, sua vida pessoal era um turbilhão. Divorciado de Florence (que lhe deu uma filha), em 1924 casou-se com Eleanor Boardman, de quem teve duas filhas e se divorciou em 1932 — para se casar com Elizabeth Hill, com quem viveria até morrer.
Quando se aposentou do cinema, Vidor lecionou na University of Southern California e na Universidade da Califórnia, em Los Angeles.